# Cantone di Palluau
Il Cantone di Palluau era una divisione amministrativa dell'arrondissement di Les Sables-d'Olonne.
È stato soppresso a seguito della riforma complessiva dei cantoni del 2014, che è entrata in vigore con le elezioni dipartimentali del 2015.
Comprendeva i comuni di:
- Apremont
- La Chapelle-Palluau
- Falleron
- Grand'Landes
- Maché
- Palluau
- Saint-Christophe-du-Ligneron
- Saint-Étienne-du-Bois
- Saint-Paul-Mont-Penit